# USS Stout (DDG-55)
USS Stout (DDG-55) je americký torpédoborec třídy Arleigh Burke. Je šestou postavenou lodí své třídy. Postaven byl v letech 1991–1994. Během své služby byl mimo jiné nasazen při vojenské intervenci v Libyi v roce 2011.

## Stavba
Torpédoborec postavila loděnice Ingalls Shipbuilding v Pascagoule ve státě Mississippi. Kýl lodi byl založen 8. srpna 1991, dne 16. října 1992 byl trup torpédoborce spuštěn na vodu a konečně 13. srpna 1994 byl Stout uveden do služby.

## Konstrukce

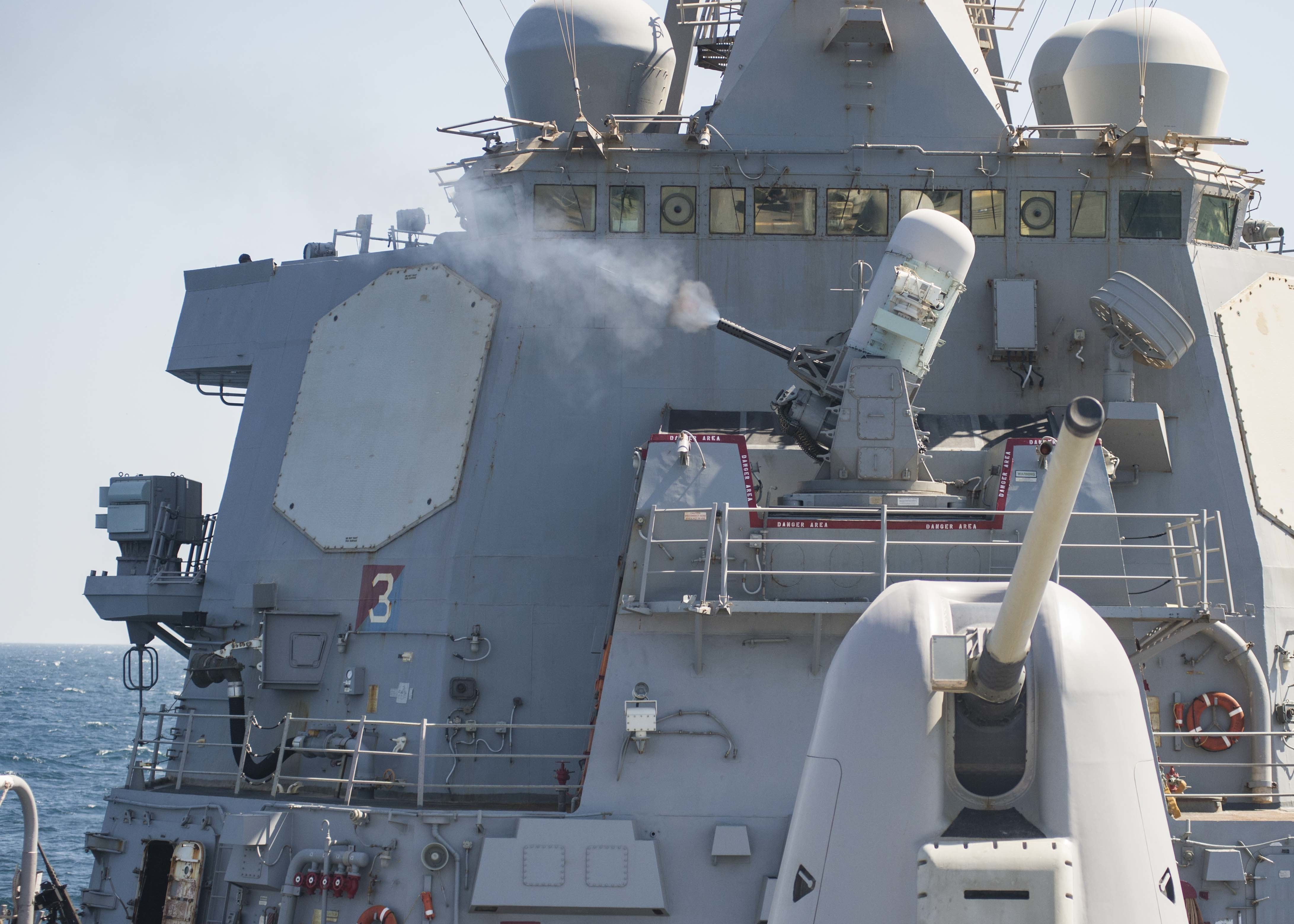
Lodní kanón Mk 41 (vpředu) a systém blízké obrany Phalanx (vzadu)

Stout patří do první série lodí své třídy označené Flight I . Na palubě nese devadesát vertikálních vypouštěcích sil Mk 41, soustředěných ve dvou skupinách (29+61). V nich mohou být umístěny střely s plochou dráhou letu Tomahawk TLAM, protiletadlové řízené střely Standard SM-2, protiletadlové řízené střely RIM-162 ESSM chránící loď proti protilodním střelám a raketová torpéda VL-ASROC. Protilodní výzbroj tvoří osm protilodních střel RGM-84 Harpoon. Pro blízkou obranu slouží též dva 20mm hlavňové systémy blízké obrany Phalanx. Stout nese rovněž jeden 127mm lodní kanón Mk 41 v příďové dělové věži, čtyři 12,7mm kulomety, dva 25mm automatické kanóny M242 Bushmaster a dva tříhlavňové torpédomety pro 324mm protiponorková torpéda Mk 46. Je vybaven přistávací plochou pro protiponorkový vrtulník Sikorsky MH-60R Seahawk, na palubě ale nemá hangár.
Pohání ho čtyři plynové turbíny General Electric LM2500, z nichž každá má výkon 27 000 koní. Vždy jeden pár turbín je umístěn ve společné strojovně a pohání jeden lodní šroub. Nejvyšší rychlost dosahuje 30 uzlů.

## Služba

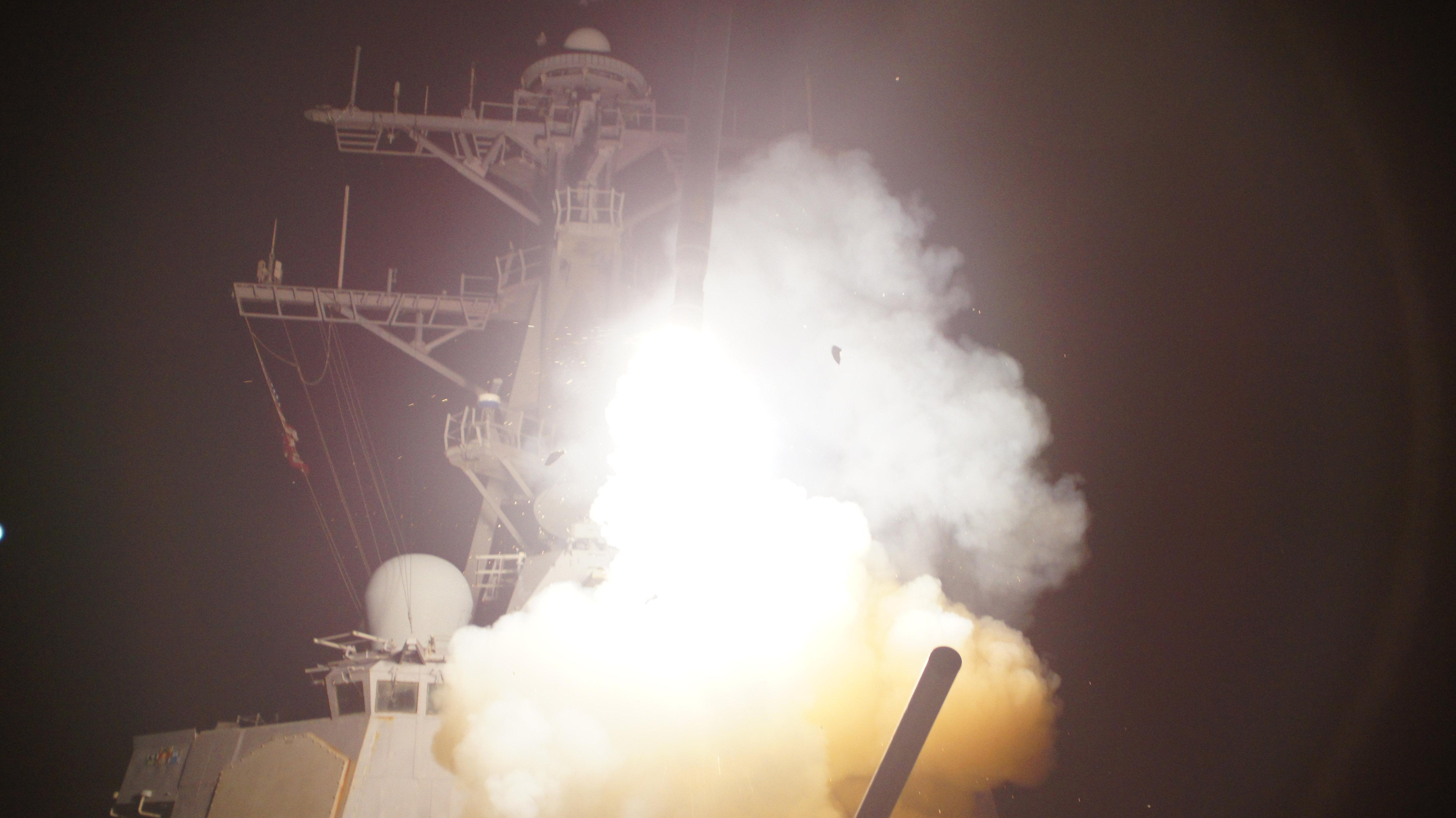
Vojenská intervence v Libyi. Stout vypouští jednu ze cca 100 střel Tomahawk vypuštěných 19. března proti libyjským cílům.

Od března 2011 se torpédoborec zapojil do vojenské intervence v Libyi. První den intervence vypálil na libyjské cíle část svých střel Tomahawk.